# سید مهدی موسوی
سید مهدی موسوی (زادهٔ ۱۳۵۵) شاعر، داستان‌نویس، منتقد و ترانه‌سرا و دکتر داروساز ایرانی است که بسیاری او را به‌عنوان «پدر غزل پست مدرن» می‌شناسند. از فعالیت‌های مهم او ایجاد کارگاه‌های شعر و داستان در شهرهای مختلف ایران نظیر کرج، تهران، شاهرود، و مشهد در طی سال‌های ۱۳۷۶ تا سال ۱۳۹۲ بوده‌است. کارگاه‌های او با مشکلات زیادی در ایران برگزار می‌شد و پس از چند بار تعطیلی موقت، پس از رفتن او به زندان در سال ۱۳۹۲ به‌طور کامل تعطیل شد. همچنین او در سال‌های ۱۳۸۶ و ۱۳۸۷ سردبیری نشریهٔ «همین فردا بود» (فصلنامهٔ تخصصی غزل پست مدرن) را به عهده داشت که پس از انتخابات سال ۱۳۸۸، لغو مجوز شد. اشعار او در دو دهه اخیر توسط خوانندگان بسیاری نظیر آرش سبحانی، حامد نیک‌پی، ستار، مازیار فلاحی، شاهین نجفی، شادی امینی، امیر عظیمی و آریا آرام‌نژاد به صورت موزیک اجرا شده‌است. مهدی موسوی در دههٔ هفتاد با انتشار مقالاتی نظیر «تبارشناسی غزل پست مدرن»، «شناسه‌های غزل پست مدرن» و «جستاری در غزل امروز» به صورت‌بندی جریان غزل پست مدرن پرداخت هم‌اکنون و پس از اقامت او در نروژ، کارگاه‌های ادبی او به صورت آنلاین برگزار می‌شود.

## توقیف آثار
در نمایشگاه کتاب سال ۱۳۹۳ ابتدا خبرگزاری‌های زنجیره‌ای اصولگرا به سردستگی «خبرگزاری فارس» انتشار کتابش را به انتشار کتاب شاهین نجفی تعبیر کرده و مورد حمله قرار دادند. پس از تکذیبیهٔ نمایشگاه کتاب، این حملات توسط «روزنامهٔ کیهان» ادامه پیدا کرد که منجر به جمع شدن کتاب مهدی موسوی از نمایشگاه و بسته شدن «نشر نصیرا» و مرگ مشکوک مدیرمسوول این نشر شد. قبلاً در سال ۱۳۸۹ نیز کتاب دیگر او با نام «پرنده کوچولو؛ نه پرنده بود! نه کوچولو!» از نمایشگاه جمع و خمیر شده بود.
از آثار مطرح او می‌توان کتاب «فرشته‌ها خودکشی کردند» را نام برد. این کتاب بعد از توقیف توسط وزارت ارشاد در سال ۱۳۷۹، به‌صورت زیرزمینی در سال ۱۳۸۱ به چاپ رسید. او همچنین در زمینه‌های نقد، داستان و سینما هم به فعالیت مشغول است و آثار و مقاله‌هایش در تعدادی از نشریات داخلی و خارجی به چاپ رسیده‌است. اولین کتاب او پس از خروج از ایران، رمان «گفتگو در تهران» بود که در خارج از کشور و با نشر آمازون به چاپ رسید و بعد از استقبال بسیار از نسخهٔ الکترونیکی آن، هم‌اکنون در ایران به صورت زیرزمینی چاپ شده و به فروش می‌رسد. این کتاب و کتاب‌های بعدی او نظیر «دلقک‌بازی جلوی جوخه اعدام» به دستور «ستاد ساماندهی وزارت ارشاد» دولت «حسن روحانی» از سایت‌های دانلود رایگان کتاب، حذف شدند.

## سانسور
سید مهدی موسوی در گفت و گویی با تارنا درباره سانسور شاعران گفت: بسیاری از ترانه‌ها یا توسط وزارت ارشاد یا صداوسیما سانسور می‌شود یا خود ترانه‌سرا در موقع سرایش ترانه، دست به خودسانسوری می‌زند و به اثرش آسیب می‌رساند. این امر کم‌و‌بیش در تمام حکومت‌های توتالیتر و جوامع سنتی وجود دارد؛ بعضی از ترانه‌سرایان با نمادگرایی و استفاده‌ از صنایع ادبی، تا حدی از تیغ سانسور می‌گذرند و آثارشان آسیب کمتری می‌بیند، اما آثار و ترانه‌سرایان زیادی نیز در این میان قربانی می‌شوند.

## محکومیت قضایی
سید مهدی موسوی در تاریخ ۲۱ مهر ۱۳۹۴ به همراه فاطمه اختصاری با حکم دادگاه انقلاب تهران به ترتیب به ۹ و ۱۱ سال و نیم حبس و ۹۹ ضربه شلاق و همچنین جریمه نقدی محکوم شدند.

### درخواست تجدید نظر
وکیل مدافع سید مهدی موسوی و فاطمه اختصاری از تقاضای تجدیدنظر برای احکام صادره خبر داد.
امیر رئیسیان در گفتگو با خبرنگار فرهنگی آنا دربارهٔ محکومیت موکلین خود گفت: «اساساً موضوع اعتراض ما نسبت به محکومیت این دو شاعر، تحت‌الشعاع موضعی است که در مقابل یک خواننده در خارج از کشور وجود دارد که با تقاضای دادگاه تجدیدنظر آن را دنبال می‌کنیم.»
امیر رئیسیان، وکیل مدافع مهدی موسوی و فاطمه اختصاری، ضمن بیان این مطلب که موکلانش فعلاً به قید وثیقه آزادند گفت: «ما قطعاً ظرف ۲۰ روز آینده که مهلت قانونی است، تقاضای تجدیدنظر خود را به دادگاه ارائه می‌کنیم و تمام تلاش خود را برای تخفیف رای خواهیم کرد.»

## خروج از ایران
مهدی موسوی و فاطمه اختصاری پس از اعتراض به رأی دادگاه و حکم بدوی، به دلیل وجود احتمال نسبتاً قویِ عدم تغییر حکم بدوی در دادگاه تجدید نظر و نهایی شدن حکم سنگین اولیه، بالاجبار و غیرقانونی از کشور خارج شدند.
پیش از این وکیل این دو شاعر، محکومیت موکلین خود را اغراق‌آمیز خوانده و گفته بود: «ماجرا از این قرار است که چند شعر از مهدی موسوی و فاطمه اختصاری که مطابق با قوانین جمهوری اسلامی به‌طور رسمی و با مجوز وزارت ارشاد در کتاب‌هایشان منتشر شده، چند سال قبل توسط خواننده‌ای خارج از کشور خوانده شده‌است. این اتفاق، قبل از خواندن آهنگ‌های موهن این خواننده و توهین به مقدساتش (از دیدگاه جمهوری اسلامی ایران) بوده و بعد از این واقعه، دیگر موکلین من با ایشان هیچ همکاری نداشته‌اند.»
این وکیل دادگستری، ضمن تأکید بر این مطلب که در متن ترانه‌ها و شعرهایی که از این دو شاعر توسط خواننده مذکور خوانده شده، حاوی «توهین به مقدسات» نیست، او در این باره اظهار کرد که حتی این آهنگ‌ها، در آلبومی که اشعارش توهین به مقدسات توصیف شده وجود ندارد، اما متأسفانه خط زمانی و فاصله انتشار آهنگ‌ها به چشم دادگاه نیامده است.
رئیسیان همچنین دربارهٔ مواد قانونی محکومیت موکلانش توضیح داد: «قاضی به استناد ماده ۱۳۴ قانون جدید مجازات اسلامی، محکومیت آنان را تشدید کرده‌است.»
وی موارد اتهامی موکلانش را توهین به مقدسات، تبلیغ علیه نظام و انتشار مطالب و تصاویر غیرمجاز در فضای مجازی عنوان کرد و افزود: «مهدی موسوی همچنین بی هیچ مدرکی به اتهام نگهداری گاز اشک‌آور!! محکوم شده‌است.»

## روایت شکنجه از دوران بازداشت
مهدی موسوی در سایت شخصی خود در واکنش به اظهارات اسماعیل بخشی، فعال کارگری مبنی بر اینکه در دوران بازداشت شکنجه شده، از تجربه مشترک خود یعنی شکنجه اش در دوران بازداشت، توسط اطلاعات سپاه پرده برداشت. او برخوردهایی چون: «زدن پس‌گردنی، ضربات لگد به کمر، بشین‌پاشوهای تحقیرآمیز، کوبیدن سر به صندلی یا دیوار، گرفتن و فشار دادن عصب داخل شانه و…» را جزو آزارهای فیزیکی دوران بازداشتش قلمداد کرد. وی در خصوص شکنجه‌های روانی نیز از انفرادی طولانی مدت چهل روزه خبرداد، چنان‌که حتی خانواده وی نیز از او بی‌خبر بودند. همچنین فحاشی‌های رکیک و گفتن حرف‌ها و تصوّرات جنسی مشمئزکننده با جزئیات تکان‌دهنده راجع به نزدیکان، بازجویی‌های مکرر و طولانی، تهدید به دستگیری نزدیکان و… را جزو رفتارهایی دانست که در این دوره متحمل شده‌است.

## آثار
- پر از ستاره‌ام اما… - ۱۳۷۶
- فرشته‌ها خودکشی کردند - ۱۳۸۱ (چاپ زیرزمینی)
- این‌ها را فقط به خاطر شما چاپ می‌کنم - ۱۳۸۴
- پرنده کوچولو؛ نه پرنده بود نه کوچولو - ۱۳۸۹
- آموزش مقدماتی وزن به زبان ساده - ۱۳۹۰ (چاپ الکترونیک)
- حتی پلاک خانه را - ۱۳۹۱ (شعر ضد جنگ)
- مردی که نرفته‌است برمی‌گردد (رباعی‌های سید مهدی موسوی به روایت عکس‌های محمدصادق یارحمیدی) - ۱۳۹۱
- غذاش بادمجان است - نشر ناکجا (پاریس)
- غرق شدن در آکواریوم - ۱۳۹۲
- با موش‌ها - ۱۳۹۲
- بعد از باران، قبل از تبعید - ۱۳۹۳
- انقراض پلنگ ایرانی با افزایش بی رویهٔ تعداد گوسفندان - نشر نیماژ - ۱۳۹۳[۱۷]
- گفتگو در تهران (رمان)- ۱۳۹۶
- دلقک‌بازی جلوی جوخهٔ اعدام- ۱۳۹۷
- به روش سامورایی- ۱۳۹۸
- هزار و چند شب (رمان)- ۱۴۰۰
- میدان خون‌گرفتهٔ آزادی (به زبان عبری در اسرائیل)- ۱۴۰۰
- در ستایش ناامیدی- ۱۴۰۲